# Nikos Sampson
Nikos Sampson, wł. Nikos Jeorjadis (ur. 1935, zm. 10 maja 2001 w Nikozji) – cypryjski polityk pochodzenia greckiego, uczestnik walk o niepodległość Cypru w latach 50. XX wieku, a następnie zamachu stanu przeciwko prezydentowi Makariosowi III w lipcu 1974. Po przewrocie przez osiem dni był samozwańczym, nieuznanym przez społeczność międzynarodową prezydentem Cypru.
W młodości zmienił nazwisko z Jeorjadis na Sampson, by zerwać stosunki z rodziną. Pracował początkowo jako korespondent dla The Cyprus Times. Następnie wstąpił do Narodowej Organizacji Cypryjskich Bojowników i brał udział w aktach sabotażu i terroryzmu wymierzonych w brytyjskie władze kolonialne wyspy. W 1957 został schwytany przez brytyjskie siły porządkowe i skazany na śmierć, zamienioną następnie na dożywotnie więzienie. Karę odbywał w Wielkiej Brytanii. W 1959 opuścił zakład karny na mocy amnestii, jednak przez rok nie mógł wrócić na Cypr.
Sampson reprezentował prawicowe poglądy polityczne, był zwolennikiem unii grecko-cypryjskiej. W latach 1963–1964 brał udział w zamieszkach grecko-tureckich na Cyprze, dowodząc częścią ataków na enklawy tureckie, przez co zyskał przydomek „rzeźnika z Omorfity”. Przed 1974 został właścicielem prawicowej gazety Walka. W 1972 przystąpił również do radykalnie prawicowej organizacji EOKA B, założonej przez gen. Jeorjosa Griwasa, zwalczającej rząd prezydenta Makariosa III i domagającej się natychmiastowego przyłączenia Cypru do Grecji. Po śmierci gen. Griwasa w styczniu 1974 przejął dowództwo w organizacji i zradykalizował jej kurs, intensyfikując ilość aktów terroru.
Po zamachu stanu z 15 lipca 1974 przeprowadzonym, z inspiracji junty czarnych pułkowników, przez zwolenników natychmiastowej unifikacji Cypru z Grecją, ogłosił się prezydentem Cypru w miejsce Makariosa III, który zbiegł z wyspy przed zamachem na swoje życie. Przedstawił również program polityczny zamachowców, twierdząc, że pucz wymierzony był jedynie przeciwko Makariosowi III, nie zaś przeciwko tureckiej społeczności na wyspie. Zapewnienia te nie zostały uznane za wiarygodne przez Turcję, której politycy natychmiast zażądali jego ustąpienia, obawiając się o los muzułmanów na wyspie.
Tydzień po zamachu stanu inwazję na Cypr przeprowadziła Turcja. Nikos Sampson podał się do dymisji w dniu 23 lipca, gdy stało się jasne, że przewaga wojsk tureckich nad cypryjską Gwardią Narodową jest ogromna, zaś wojska greckie nie są w stanie pomóc Grekom cypryjskim. Na urząd prezydencki powrócił Makarios III. W 1976 Nikos Sampson został osądzony za swój udział w zamachu stanu i skazany na dwadzieścia lat pozbawienia wolności. Po przedterminowym zwolnieniu powrócił do pracy dziennikarskiej. Zmarł w 2001.